# Eduard Kneifel
Eduard Kneifel (14. listopadu 1896, Władysławów (Velkopolské vojvodství) – 9. března 1993, Markt Indersdorf) byl německý evangelický duchovní, superintendent, církevní historik a skladatel duchovních písní.
Sudoval teologii v Lipsku a Rostocku. V letech 1923-1945 působil v duchovenské službě v různých sborech v Polsku; v letech 1939-1940 byl superintendentem piotrkowské diecéze. V letech 1947-1964 byl pastorem v Německu.
Ve svých historických dílech se zabýval zejména dějinami evangelické církve v Polsku.

## Dílo
- Geschichte der Evangelisch-Augsburgischen Kirche in Polen, 1964
- Die Pastoren der Evangelisch-Augsburgischen Kirche in Polen, 1967
- aj.